# ひぐらしのなく頃に外伝 猫殺し編
『ひぐらしのなく頃に外伝 猫殺し編』（ひぐらしのなくころにがいでん ねこごろしへん）は、同人サークル・07th Expansionが製作した同人ゲーム「ひぐらしのなく頃に」の外伝作品。竜騎士07・作。
スクウェア・エニックスより発売されている「鬼隠し編」（鈴羅木かりん）・「綿流し編」（方條ゆとり）・「祟殺し編」（鈴木次郎）各1巻の3冊同時全巻購入者特典。他の外伝作品が漫画であるのに対し、本作は短編小説である（挿し絵は本編の漫画家3名が描いている）。
タイトルの「猫殺し編」は、英語のことわざ「Curiosity killed the cat」（好奇心は猫を殺す）に由来する。

## 概要
二部構成。前編は「部活動」の一コマ、後編は雛見沢の郊外にある採石場周辺で起きた怪現象に関する逸話を描く。

### 前編
前原圭一たち部活動メンバーはメイド服やスク水エプロン着用の罰ゲームを賭けてポーカーで勝負するのだが…。

### 後編
雛見沢の郊外に、既に廃村となって久しい谷河内（やごうち）と言う集落の跡がある。魅音は幼少の頃、この近郊にある採石場で友達と缶蹴りをして遊んでいたがその中の1人・Aが行方不明になってしまう。Aは父親に保護されるが、帰り道に2人を乗せた車が崖に転落。2人は地獄へ通じる『穴』から吹き出す瘴気に体を蝕まれたのではないかと言う噂が立ち…。

## アニメ
アニメ「ひぐらしのなく頃に」のDVD全9巻購入者特典（R指定に抵触するため非売品にするしか手段がないと考えられる）で「猫殺し編」がOVA化された。
OP・EDはアニメ1期と同じだが、制作時期が第2期『ひぐらしのなく頃に解』と被っていることから制作スタッフは第2期のものであり，キャラクターデザインも第2期のものとなっている。